# Top 14
El Top 14 es un campeonato masculino de clubes de rugby de Francia que se disputa desde 1892. Es la mejor liga de clubes de rugby del mundo y atrae a los mejores jugadores del planeta.
El campeonato de Francia es profesional desde 1995 y se independizó de la Federación Francesa de Rugby en 1998, pasando a ser organizado por la Ligue Nationale de Rugby, la institución que se encarga del rugby profesional en Francia. Con el paso al profesionalismo, el número de clubes se redujo significativamente de 24 a 16, convirtiéndose en 14 clubes en 2005.
El trofeo que simboliza la victoria es el Escudo de Brennus. A excepción de dos equipos de París y de La Rochelle, el resto de los equipos del Top 14 provienen del sur de Francia.
Los participantes se clasifican para las dos competiciones de clubes europeas: la Copa Desafío Europeo y la Copa de Campeones. El Top 14 es una de las pocas ligas profesionales de primera división que mantiene el sistema de ascensos y descensos. Los dos clubes que quedan últimos bajan a la segunda división profesional (ProD2) y los dos mejores de dicho certamen ascienden al Top 14.
El 24 de junio de 2016 en el partido por el campeonato que enfrentaba en el Camp Nou de Barcelona al Racing 92 contra el RC Toulon se jugó frente a 99 124 espectadores, lo que significa un nuevo récord de asistencia de público del Top 14.

## Formato del campeonato
El campeonato se presenta bajo la forma de una liga donde cada equipo se enfrenta con los otros trece en partidos ida y vuelta. Para mejorar el espectáculo los puntos se cuentan de la forma siguiente: 4 puntos por una victoria, 2 puntos por un empate, 0 por una derrota y 1 punto por cada equipo que gana por más de tres ensayos un partido (bonus ofensivo) y un punto para los equipos que pierden por siete puntos o menos (bonus defensivo).
El Top 14 se juega desde septiembre a junio. Los 4 mejores equipos en la fase regular avanzan a las semifinales, que se disputan en ciudades neutrales. La final se realiza desde 1998 en el Stade de France de Saint Denis (en la región de París) frente a 80 000 aficionados.

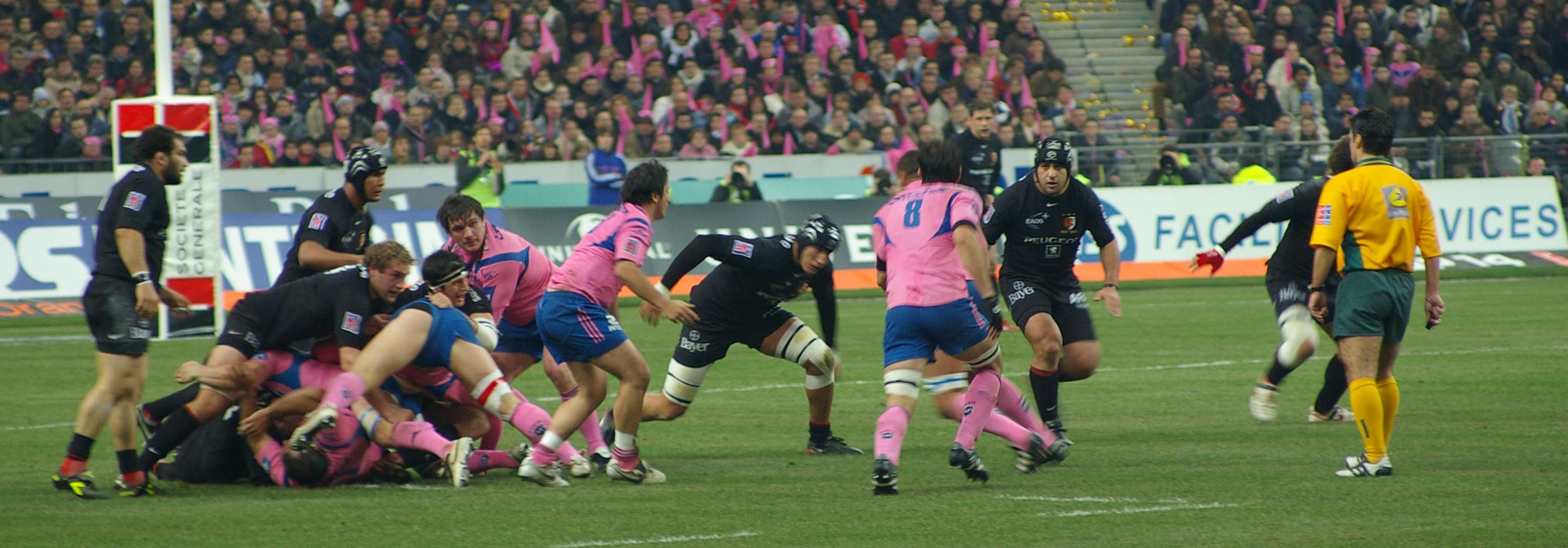
Clásico entre el Stade français París y el Stade toulousain en enero de 2007.

## Historia

### El nacimiento del rugby en Francia

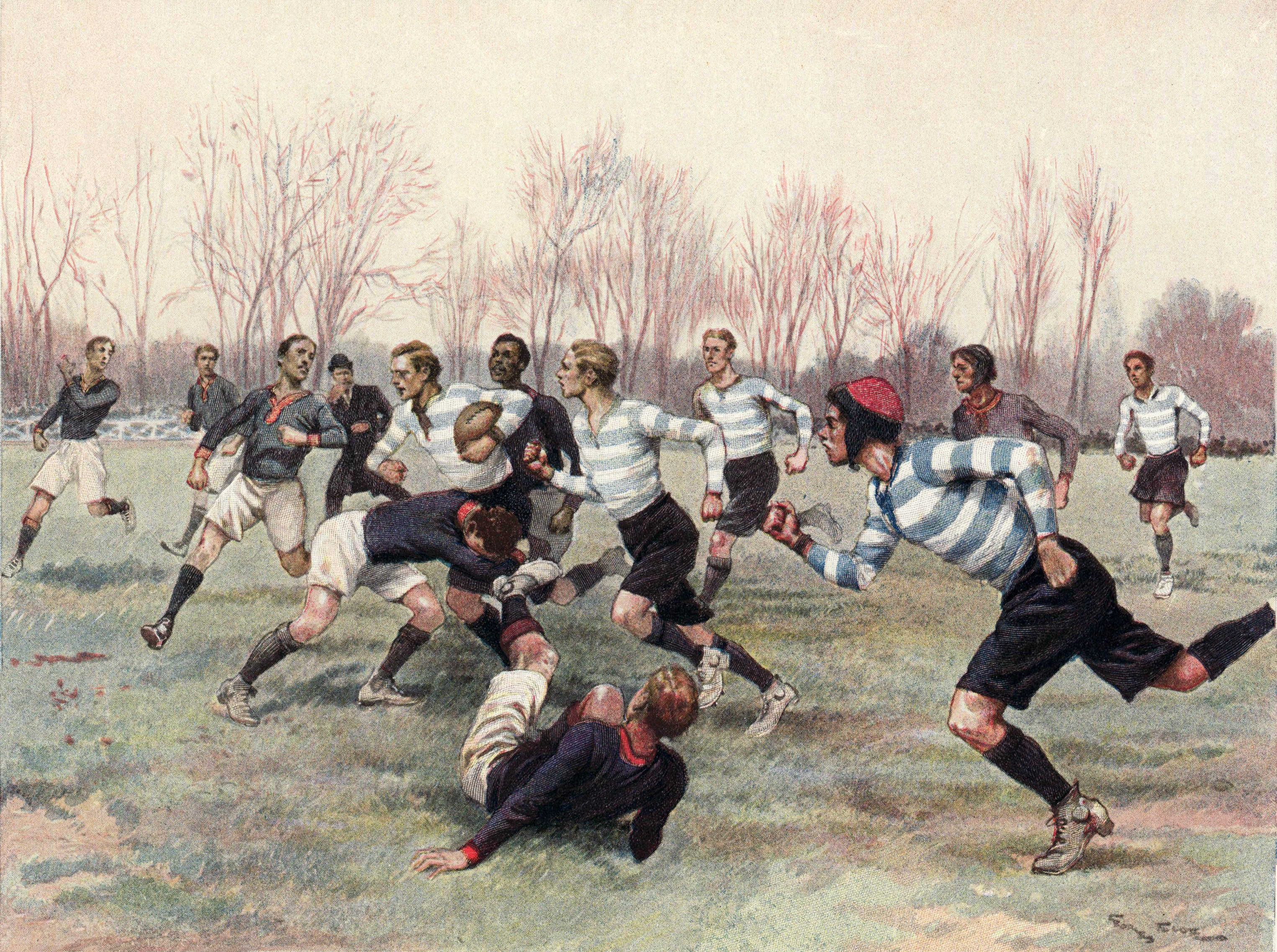
Partido entre el Racing Métro 92 y el Stade Français en 1890.

El rugby fue introducido en Francia alrededor de 1870 por trabajadores británicos. En 1872 se funda el Le Havre Athletic Club, donde se practicaba una combinación de rugby y fútbol. Aunque el primer verdadero club de rugby se fundó en París en 1877 por hombres de negocios y se llamó English Taylors RFC. El Racing Métro 92 (1882), el Stade Français Paris (1883) y el Olympique (1888) fueron fundados prácticamente por franceses. El desarrollo del rugby fue favorecido por Pierre de Coubertin, un apasionado del deporte y que quería implementar el modelo educativo inglés (donde se enseñaba rugby) para formar moral y físicamente a los alumnos de los colegios parisinos más grandes.

### Durante las Guerras Mundiales
Debido a la guerra, las competencias fueron suspendidas por un número de años. En su lugar, se llevó a cabo un campeonato conocido como la Copa de l'Espérance, que consistía en equipos integrados en su mayoría por jóvenes. El concurso se llevó a cabo cuatro veces, pero no se considera normalmente un campeonato completo. La competencia normal regresó para la temporada 1920, y Stadoceste Tarbes se convirtió en el primer campeón de la posguerra al derrotar al Racing Métro 92 en la final. Durante la década de 1920 el Stade Toulousain crearía su ahora famosa historia, ganando cinco campeonatos en la década. El USA Perpignan también ganaría dos campeonatos (1925 su victoria final fue en realidad un segundo partido, como una final anterior había terminado en un empate a cero).
Durante la década de 1930 la final del campeonato se llevó a cabo sólo en Burdeos y Toulouse. El juego 1930 de campeonato ganado por Agen más de US Quillan, fue la primera final para ir a la prórroga. También vería Toulon y Lyon OU ganan sus primeros partidos del campeonato. Durante la última parte de la década, RC Narbonne, CS Vienne y Perpignan ganaron títulos, y Biarritz Olympique fueron campeones tanto en 1935 y 1939.

## Historial
El club que más títulos tiene es el Toulouse, con veinticuatro escudos, seguido del Paris con catorce y del Beziers con once.
Los mejores clubes del Top 14 disputan la Copa de Campeones, que es la mayor competición europea de clubes o franquicias. El Toulouse la ganó seis veces (1996, 2003, 2005, 2010, 2021 y 2024), el Brive una vez (1997), y el Toulon fue campeón en tres ocasiones (2013, 2014 y 2015), Stade Rochelais en 2022 y 2023. El Stade Français (2001 y 2005), el Perpiñán (2003), el Biarritz Olympique (2006 y 2010), el ASM Clermont (2013) y el Colomiers (1998) han llegado hasta la final de la competición europea.
El Bourgoin, el Colomiers, el Clermont-Ferrand, el Pau y el Biarritz Olympique también ganaron el European Challenge Cup que es la segunda competición de rugby europea tras la Heineken Cup.
| Temporada | Campeón                                      | Marcador                                     | Subcampeón                                   | Sede de la Final                             |
| --------- | -------------------------------------------- | -------------------------------------------- | -------------------------------------------- | -------------------------------------------- |
| 1891-92   | Racing Club de Francía                       | 4-3                                          | Stade Français París                         | Bagatelle, París                             |
| 1892-93   | Stade Français París                         | 7-3                                          | Racing Club de Francía                       | Bécon-Les-Bruyères                           |
| 1893-94   | Stade Français París                         | 8-0                                          | Inter-Nos                                    | Bécon-Les-Bruyères                           |
| 1894-95   | Stade Français París                         | 16-0                                         | Olympique de París                           | Vélodrôme, Courbevoie                        |
| 1895-96   | Olympique de París                           | 12-0                                         | Stade Français París                         | Vélodrôme, Courbevoie                        |
| 1896-97   | Stade Français París                         | Liga                                         | Olympique de París                           |                                              |
| 1897-98   | Stade Français París                         | Liga                                         | Racing Club de Francía                       |                                              |
| 1898-99   | Stade Bordelais                              | 5-3                                          | Stade Français París                         | Route du Médoc, Le Bouscat                   |
| 1899-00   | Racing Club de Francía                       | 37-3                                         | Stade Bordelais                              | Route du Médoc, Le Bouscat                   |
| 1900-01   | Stade Français París                         | 3-0                                          | Stade Bordelais                              | Route du Médoc, Le Bouscat                   |
| 1901-02   | Racing Club de Francía                       | 6-0                                          | Stade Bordelais                              | Parc des Princes, París                      |
| 1902-03   | Stade Français París                         | 16-8                                         | Stade Toulousain                             | Prairie des Filtres, Toulouse                |
| 1903-04   | Stade Bordelais                              | 3-0                                          | Stade Français París                         | La Faisanderie, Saint-Cloud                  |
| 1904-05   | Stade Bordelais                              | 12-3                                         | Stade Français París                         | Route du Médoc, Le Bouscat                   |
| 1905-06   | Stade Bordelais                              | 9-0                                          | Stade Français París                         | Parc des Princes, París                      |
| 1906-07   | Stade Bordelais                              | 14-3                                         | Stade Français París                         | Route du Médoc, Le Bouscat                   |
| 1907-08   | Stade Français París                         | 16-3                                         | Stade Bordelais                              | Stade Yves-Du-Manoir, Colombes               |
| 1908-09   | Stade Bordelais                              | 17-0                                         | Stade Toulousain                             | Stade des Ponts Jumeaux, Toulouse            |
| 1909-10   | FC Lyon                                      | 13-8                                         | Stade Bordelais                              | Parc des Princes, París                      |
| 1910-11   | Stade Bordelais                              | 14-0                                         | SCUF Rugby                                   | Route du Médoc, Le Bouscat                   |
| 1911-12   | Stade Toulousain                             | 8-6                                          | Racing Club de Francía                       | Stade des Ponts Jumeaux, Toulouse            |
| 1912-13   | Aviron Bayonnais                             | 31-8                                         | SCUF Rugby                                   | Stade Yves-Du-Manoir, Colombes               |
| 1913-14   | USAP                                         | 8-6                                          | Stadoceste Tarbais                           | Stade des Ponts Jumeaux, Toulouse            |
| 1919-20   | Stadoceste Tarbais                           | 8-3                                          | Racing Club de Francia                       | Route du Médoc, Le Bouscat                   |
| 1920-21   | USAP                                         | 5-0                                          | Stade Toulousain                             | Parc des Sports de Sauclières, Béziers       |
| 1921-22   | Stade Toulousain                             | 6-0                                          | Aviron Bayonnais                             | Route du Médoc, Le Bouscat                   |
| 1922-23   | Stade Toulousain                             | 3-0                                          | Aviron Bayonnais                             | Stade Yves-Du-Manoir, Colombes               |
| 1923-24   | Stade Toulousain                             | 3-0                                          | USAP                                         | Parc Lescure, Burdeos                        |
| 1924-25   | USAP                                         | 5-0                                          | US Carcassonne                               | Maraussan, Narbona                           |
| 1925-26   | Stade Toulousain                             | 11-0                                         | USAP                                         | Parc Lescure, Burdeos                        |
| 1926-27   | Stade Toulousain                             | 19-9                                         | Stade Français París                         | Stade des Ponts Jumeaux, Toulouse            |
| 1927-28   | Section Paloise                              | 6-4                                          | US Quillan                                   | Stade des Ponts Jumeaux, Toulouse            |
| 1928-29   | US Quillan                                   | 11-8                                         | FC Lézignan                                  | Stade des Ponts Jumeaux, Toulouse            |
| 1929-30   | Sporting Union Agen                          | 4-0                                          | US Quillan                                   | Parc Lescure, Burdeos                        |
| 1930-31   | RC Toulon                                    | 6-3                                          | Lyon OU                                      | Parc Lescure, Burdeos                        |
| 1931-32   | Lyon OU                                      | 9-3                                          | RC Narbonne                                  | Parc Lescure, Burdeos                        |
| 1932-33   | Lyon OU                                      | 10-3                                         | RC Narbonne                                  | Parc Lescure, Burdeos                        |
| 1933-34   | Aviron Bayonnais                             | 13-8                                         | Biarritz Olympique                           | Stade des Ponts Jumeaux, Toulouse            |
| 1934-35   | Biarritz Olympique                           | 3-0                                          | USAP                                         | Stade des Ponts Jumeaux, Toulouse            |
| 1935-36   | RC Narbonne                                  | 6-3                                          | ASM Clermont Auvergne                        | Stade des Ponts Jumeaux, Toulouse            |
| 1936-37   | CS Vienne                                    | 13-7                                         | ASM Clermont Auvergne                        | Stade des Ponts Jumeaux, Toulouse            |
| 1937-38   | USAP                                         | 11-6                                         | Biarritz Olympique                           | Stade des Ponts Jumeaux, Toulouse            |
| 1938-39   | Biarritz Olympique                           | 6-0                                          | USAP                                         | Stade des Ponts Jumeaux, Toulouse            |
| 1942-43   | Aviron Bayonnais                             | 3-0                                          | Sporting Union Agen                          | Parc des Princes, París                      |
| 1943-44   | USAP                                         | 20-5                                         | Aviron Bayonnais                             | Parc des Princes, París                      |
| 1944-45   | Sporting Union Agen                          | 7-3                                          | FC Lourdes                                   | Parc des Princes, París                      |
| 1945-46   | Section Paloise                              | 11-0                                         | FC Lourdes                                   | Parc des Princes, París                      |
| 1946-47   | Stade Toulousain                             | 10-3                                         | Sporting Union Agen                          | Stade des Ponts Jumeaux, Toulouse            |
| 1947-48   | FC Lourdes                                   | 11-3                                         | RC Toulon                                    | Stade des Ponts Jumeaux, Toulouse            |
| 1948-49   | Castres Olympique                            | 14-3                                         | Stade Montois                                | Stade des Ponts Jumeaux, Toulouse            |
| 1949-50   | Castres Olympique                            | 11-8                                         | Racing Club de Francía                       | Stade des Ponts Jumeaux, Toulouse            |
| 1950-51   | US Carmausine                                | 14-12                                        | Stadoceste tarbais                           | Stadium Municipal, Toulouse                  |
| 1951-52   | FC Lourdes                                   | 20-11                                        | USAP                                         | Stadium Municipal, Toulouse                  |
| 1952-53   | FC Lourdes                                   | 20-16                                        | Stade Montois                                | Stadium Municipal, Toulouse                  |
| 1953-54   | FC Grenoble                                  | 5-3                                          | US Cognac                                    | Stadium Municipal, Toulouse                  |
| 1954-55   | USAP                                         | 20-11                                        | FC Lourdes                                   | Parc Lescure, Burdeos                        |
| 1955-56   | FC Lourdes                                   | 20-0                                         | Union Sportive Dacquoise                     | Stadium Municipal, Toulouse                  |
| 1956-57   | FC Lourdes                                   | 16-3                                         | Racing Club de Francía                       | Stade de Gerland, Lyon                       |
| 1957-58   | FC Lourdes                                   | 25-8                                         | SC Mazamet                                   | Stadium Municipal, Toulouse                  |
| 1958-59   | Racing Club de Francía                       | 8-3                                          | Stade Montois                                | Parc Lescure, Burdeos                        |
| 1959-60   | FC Lourdes                                   | 14-11                                        | AS Béziers                                   | Stadium Municipal, Toulouse                  |
| 1960-61   | AS Béziers                                   | 6-3                                          | Union Sportive Dacquoise                     | Stade de Gerland, Lyon                       |
| 1961-62   | Sporting Union Agen                          | 14-11                                        | AS Béziers                                   | Stadium Municipal, Toulouse                  |
| 1962-63   | Stade Montois                                | 9-6                                          | Union Sportive Dacquoise                     | Parc Lescure, Burdeos                        |
| 1963-64   | Section Paloise                              | 14-0                                         | AS Béziers                                   | Stadium Municipal, Toulouse                  |
| 1964-65   | Sporting Union Agen                          | 15-8                                         | CA Brive                                     | Stade Gerland, Lyon                          |
| 1965-66   | Sporting Union Agen                          | 9-8                                          | Union Sportive Dacquoise                     | Stadium Municipal, Toulouse                  |
| 1966-67   | Union Sportive Montauban                     | 11-3                                         | Union Bordeaux Bègles                        | Parc Lescure, Burdeos                        |
| 1967-68   | FC Lourdes                                   | 9-9                                          | RC Toulon                                    | Stadium Municipal, Toulouse                  |
| 1968-69   | Union Bordeaux Bègles                        | 11-9                                         | Stade Toulousain                             | Stade Gerland, Lyon                          |
| 1969-70   | La Voulte sportif                            | 3-0                                          | ASM Clermont Auvergne                        | Stadium Municipal, Toulouse                  |
| 1970-71   | AS Béziers                                   | 15-9                                         | RC Toulon                                    | Parc Lescure, Burdeos                        |
| 1971-72   | AS Béziers                                   | 9-0                                          | CA Brive                                     | Stade Gerland, Lyon                          |
| 1972-73   | Stadoceste tarbais                           | 18-12                                        | Union Sportive Dacquoise                     | Stadium Municipal, Toulouse                  |
| 1973-74   | AS Béziers                                   | 16-14                                        | RC Narbonne                                  | Parc des Princes, París                      |
| 1974-75   | AS Béziers                                   | 31-12                                        | CA Brive                                     | Parc des Princes, París                      |
| 1975-76   | Sporting Union Agen                          | 13-10                                        | AS Béziers                                   | Parc des Princes, París                      |
| 1976-77   | AS Béziers                                   | 12-4                                         | USAP                                         | Parc des Princes, París                      |
| 1977-78   | AS Béziers                                   | 31-9                                         | ASM Clermont Auvergne                        | Parc des Princes, París                      |
| 1978-79   | RC Narbonne                                  | 10-0                                         | Stade bagnérais                              | Parc des Princes, París                      |
| 1979-80   | AS Béziers                                   | 10-6                                         | Stade Toulousain                             | Parc des Princes, París                      |
| 1980-81   | AS Béziers                                   | 22-13                                        | Stade bagnérais                              | Parc des Princes, París                      |
| 1981-82   | Sporting Union Agen                          | 18-9                                         | Aviron Bayonnais                             | Parc des Princes, París                      |
| 1982-83   | AS Béziers                                   | 14-6                                         | Nice UR                                      | Parc des Princes, París                      |
| 1983-84   | AS Béziers                                   | 21-21                                        | Sporting Union Agen                          | Parc des Princes, París                      |
| 1984-85   | Stade Toulousain                             | 36-22                                        | RC Toulon                                    | Parc des Princes, París                      |
| 1985-86   | Stade Toulousain                             | 16-6                                         | Sporting Union Agen                          | Parc des Princes, París                      |
| 1986-87   | RC Toulon                                    | 15-12                                        | Racing Club de Francía                       | Parc des Princes, París                      |
| 1987-88   | Sporting Union Agen                          | 9-3                                          | Stadoceste tarbais                           | Parc des Princes, París                      |
| 1988-89   | Stade Toulousain                             | 18-12                                        | RC Toulon                                    | Parc des Princes, París                      |
| 1989-90   | Racing Métro 92                              | 22-12                                        | Sporting Union Agen                          | Parc des Princes, París                      |
| 1990-91   | Union Bordeaux Bègles                        | 19-10                                        | Stade Toulousain                             | Parc des Princes, París                      |
| 1991-92   | RC Toulon                                    | 19-14                                        | Biarritz Olympique                           | Parc des Princes, París                      |
| 1992-93   | Castres Olympique                            | 14-11                                        | FC Grenoble                                  | Parc des Princes, París                      |
| 1993-94   | Stade Toulousain                             | 34-22                                        | ASM Clermont Auvergne                        | Parc des Princes, París                      |
| 1994-95   | Stade Toulousain                             | 31-16                                        | Castres Olympique                            | Parc des Princes, París                      |
| 1995-96   | Stade Toulousain                             | 20-13                                        | CA Brive                                     | Parc des Princes, París                      |
| 1996-97   | Stade Toulousain                             | 12-6                                         | CS Bourgoin-Jallieu                          | Parc des Princes, París                      |
| 1997-98   | Stade Français París                         | 34-7                                         | USAP                                         | Stade de France, Saint Denis                 |
| 1998-99   | Stade Toulousain                             | 15-11                                        | ASM Clermont Auvergne                        | Stade de France, Saint Denis                 |
| 1999-00   | Stade Français París                         | 28-23                                        | US Colomiers                                 | Stade de France, Saint Denis                 |
| 2000-01   | Stade Toulousain                             | 34-22                                        | ASM Clermont Auvergne                        | Stade de France, Saint Denis                 |
| 2001-02   | Biarritz Olympique                           | 25-22                                        | Sporting Union Agen                          | Stade de France, Saint Denis                 |
| 2002-03   | Stade Français París                         | 32-18                                        | Stade Toulousain                             | Stade de France, Saint Denis                 |
| 2003-04   | Stade Français París                         | 38-20                                        | USAP                                         | Stade de France, Saint Denis                 |
| 2004-05   | Biarritz Olympique                           | 37-34                                        | Stade Français París                         | Stade de France, Saint Denis                 |
| 2005-06   | Biarritz Olympique                           | 40-13                                        | Stade Toulousain                             | Stade de France, Saint Denis                 |
| 2006-07   | Stade Français París                         | 23-18                                        | ASM Clermont Auvergne                        | Stade de France, Saint Denis                 |
| 2007-08   | Stade Toulousain                             | 26-20                                        | ASM Clermont Auvergne                        | Stade de France, Saint Denis                 |
| 2008-09   | USAP                                         | 22-13                                        | ASM Clermont Auvergne                        | Stade de France, Saint Denis                 |
| 2009-10   | ASM Clermont Auvergne                        | 19-6                                         | USAP                                         | Stade de France, Saint Denis                 |
| 2010-11   | Stade Toulousain                             | 15-10                                        | Montpellier Hérault Rugby Club               | Stade de France, Saint Denis                 |
| 2011-12   | Stade Toulousain                             | 18-12                                        | Rugby-Club Toulonnais                        | Stade de France, Saint Denis                 |
| 2012-13   | Castres Olympique                            | 16-9                                         | Rugby-Club Toulonnais                        | Stade de France, Saint Denis                 |
| 2013-14   | Rugby-Club Toulonnais                        | 18-10                                        | Castres Olympique                            | Stade de France, Saint Denis                 |
| 2014-15   | Stade Français París                         | 12-6                                         | ASM Clermont Auvergne                        | Stade de France, Saint Denis                 |
| 2015-16   | Racing Métro 92                              | 29-21                                        | Rugby-Club Toulonnais                        | Camp Nou, Barcelona                          |
| 2016-17   | ASM Clermont Auvergne                        | 22-16                                        | Rugby-Club Toulonnais                        | Stade de France, Saint Denis                 |
| 2017-18   | Castres Olympique                            | 29-13                                        | Montpellier HRC                              | Stade de France, Saint Denis                 |
| 2018-19   | Stade Toulousain                             | 24-18                                        | ASM Clermont Auvergne                        | Stade de France, Saint Denis                 |
| 2019-20   | Temporada cancelada por pandemia de COVID-19 | Temporada cancelada por pandemia de COVID-19 | Temporada cancelada por pandemia de COVID-19 | Temporada cancelada por pandemia de COVID-19 |
| 2020-21   | Stade Toulousain                             | 18-8                                         | Stade Rochelais                              | Stade de France, Saint Denis                 |
| 2021-22   | Montpellier HRC                              | 29-10                                        | Castres Olympique                            | Stade de France, Saint Denis                 |
| 2022-23   | Stade Toulousain                             | 29-26                                        | Stade Rochelais                              | Stade de France, Saint Denis                 |
| 2023-24   | Stade Toulousain                             | 59-3                                         | Union Bordeaux Bègles                        | Stade Vélodrome, Marsella                    |
| 2024-25   | Stade Toulousain                             | 39-33                                        | Union Bordeaux Bègles                        | Stade de France, Saint Denis                 |
| 2025-26   | A disputarse                                 | A disputarse                                 | A disputarse                                 | A disputarse                                 |

### Palmarés por equipo

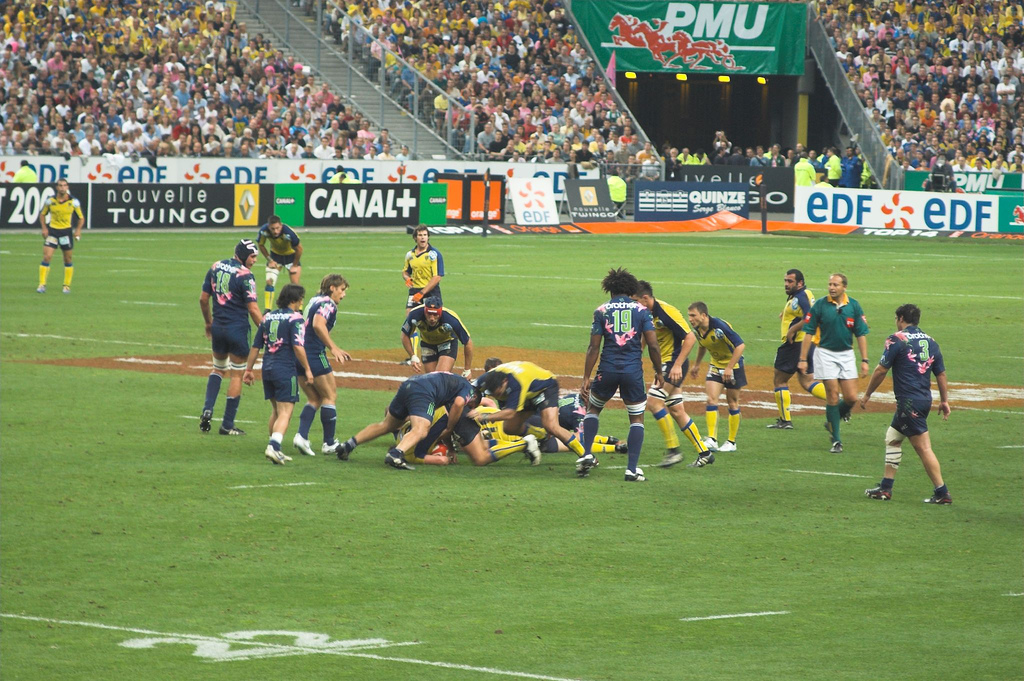
Final del Top 14 en el Stade de France: ASM Clermont Auvergne en amarillo y Stade Français París en azul

Los siguientes clubes han ganado el Top 14:
| Club                  | Campeón | Temporada |
| --------------------- | ------- | --- |
| Stade Toulousain      | 24      | 1912, 1922, 1923, 1924, 1926, 1927, 1947, 1985, 1986, 1989, 1994, 1995, 1996, 1997, 1999, 2001, 2008, 2011, 2012, 2019, 2021, 2023, 2024, 2025 |
| Stade Français        | 14      | 1893, 1894, 1895, 1897, 1898, 1901, 1903, 1905, 1998, 2000, 2003, 2004, 2007, 2015                                                             |
| AS Béziers            | 11      | 1961, 1971, 1972, 1974, 1975, 1977, 1978, 1980, 1981, 1983, 1984                                                                               |
| Union Bordeaux Bègles | 9       | 1899 (como SBUC), 1904 (SBUC), 1905 (SBUC), 1906 (SBUC), 1907 (SBUC), 1909 (SBUC), 1911 (SBUC), 1969 (como CAB), 1991 (CAB)                    |
| SU Agen               | 8       | 1930, 1945, 1962, 1965, 1966, 1976, 1982, 1988                                                                                                 |
| FC Lourdes            | 8       | 1948, 1952, 1953, 1956, 1957, 1958, 1960, 1968                                                                                                 |
| USA Perpignan         | 7       | 1914, 1921, 1925, 1938, 1944, 1955, 2009 |
| Racing 92             | 6       | 1892 (como Racing Club de France), 1900 (RCF), 1902 (RCF), 1959 (RCF), 1990 (RCF), 2016 (Racing 92)                                            |
| Biarritz Olympique    | 5       | 1935, 1939, 2002, 2005, 2006 |
| Castres Olympique     | 5       | 1949, 1950, 1993, 2013, 2018 |
| RC Toulonnais         | 4       | 1931, 1987, 1992, 2014 |
| Aviron Bayonnais      | 3       | 1913, 1934, 1943 |
| Section Paloise       | 3       | 1928, 1946, 1964 |
| Stadoceste Tarbais    | 2       | 1920, 1973 |
| Narbonne              | 2       | 1936, 1979 |
| Lyon                  | 2       | 1932, 1933 |
| ASM Clermont Auvergne | 2       | 2010, 2017 |
| Stade Montois         | 1       | 1963 |
| US Quillan            | 1       | 1929 |
| Olympique de París    | 1       | 1896 |
| FC Grenoble           | 1       | 1954 |
| CS Vienne             | 1       | 1937 |
| ROC La Voulte-Valence | 1       | 1970 (como La Voulte Sportif) |
| US Montauban          | 1       | 1967 |
| US Carmaux            | 1       | 1951 |
| FC Lyon               | 1       | 1910 |
| Montpellier           | 1       | 2022 |

## Sistema de categorías
El siguiente diagrama muestra el sistema actual de categorías en el rugby de Francia.
| Nivel | Nivel | Liga                                                                    | Liga                                                                    | Liga                                                                    | Liga                                                                    | Liga                                                                    | Liga                                                                    | Liga                                                                    | Liga                                                                    | Liga                                                                    | Liga                                                                    | Liga                                                                    | Liga                                                                    | Liga                                                                    | Liga                                                                    | Liga                                                                    | Liga                                                                    | Liga                                                                    | Liga                                                                    |
| ----- | ----- | ----------------------------------------------------------------------- | ----------------------------------------------------------------------- | ----------------------------------------------------------------------- | ----------------------------------------------------------------------- | ----------------------------------------------------------------------- | ----------------------------------------------------------------------- | ----------------------------------------------------------------------- | ----------------------------------------------------------------------- | ----------------------------------------------------------------------- | ----------------------------------------------------------------------- | ----------------------------------------------------------------------- | ----------------------------------------------------------------------- | ----------------------------------------------------------------------- | ----------------------------------------------------------------------- | ----------------------------------------------------------------------- | ----------------------------------------------------------------------- | ----------------------------------------------------------------------- | ----------------------------------------------------------------------- |
| 1°    | 1°    | Top 14 14 equipos                                                       | Top 14 14 equipos                                                       | Top 14 14 equipos                                                       | Top 14 14 equipos                                                       | Top 14 14 equipos                                                       | Top 14 14 equipos                                                       | Top 14 14 equipos                                                       | Top 14 14 equipos                                                       | Top 14 14 equipos                                                       | Top 14 14 equipos                                                       | Top 14 14 equipos                                                       | Top 14 14 equipos                                                       | Top 14 14 equipos                                                       | Top 14 14 equipos                                                       | Top 14 14 equipos                                                       | Top 14 14 equipos                                                       | Top 14 14 equipos                                                       | Top 14 14 equipos                                                       |
| 2°    | 2°    | Rugby Pro D2 16 equipos                                                 | Rugby Pro D2 16 equipos                                                 | Rugby Pro D2 16 equipos                                                 | Rugby Pro D2 16 equipos                                                 | Rugby Pro D2 16 equipos                                                 | Rugby Pro D2 16 equipos                                                 | Rugby Pro D2 16 equipos                                                 | Rugby Pro D2 16 equipos                                                 | Rugby Pro D2 16 equipos                                                 | Rugby Pro D2 16 equipos                                                 | Rugby Pro D2 16 equipos                                                 | Rugby Pro D2 16 equipos                                                 | Rugby Pro D2 16 equipos                                                 | Rugby Pro D2 16 equipos                                                 | Rugby Pro D2 16 equipos                                                 | Rugby Pro D2 16 equipos                                                 | Rugby Pro D2 16 equipos                                                 | Rugby Pro D2 16 equipos                                                 |
| 3°    | 3°    | Championnat Fédéral Nationale 14 equipos                                | Championnat Fédéral Nationale 14 equipos                                | Championnat Fédéral Nationale 14 equipos                                | Championnat Fédéral Nationale 14 equipos                                | Championnat Fédéral Nationale 14 equipos                                | Championnat Fédéral Nationale 14 equipos                                | Championnat Fédéral Nationale 14 equipos                                | Championnat Fédéral Nationale 14 equipos                                | Championnat Fédéral Nationale 14 equipos                                | Championnat Fédéral Nationale 14 equipos                                | Championnat Fédéral Nationale 14 equipos                                | Championnat Fédéral Nationale 14 equipos                                | Championnat Fédéral Nationale 14 equipos                                | Championnat Fédéral Nationale 14 equipos                                | Championnat Fédéral Nationale 14 equipos                                | Championnat Fédéral Nationale 14 equipos                                | Championnat Fédéral Nationale 14 equipos                                | Championnat Fédéral Nationale 14 equipos                                |
| 4°    | 4°    | Championnat Fédéral Nationale 2 2 grupos de 12 equipos                  | Championnat Fédéral Nationale 2 2 grupos de 12 equipos                  | Championnat Fédéral Nationale 2 2 grupos de 12 equipos                  | Championnat Fédéral Nationale 2 2 grupos de 12 equipos                  | Championnat Fédéral Nationale 2 2 grupos de 12 equipos                  | Championnat Fédéral Nationale 2 2 grupos de 12 equipos                  | Championnat Fédéral Nationale 2 2 grupos de 12 equipos                  | Championnat Fédéral Nationale 2 2 grupos de 12 equipos                  | Championnat Fédéral Nationale 2 2 grupos de 12 equipos                  | Championnat Fédéral Nationale 2 2 grupos de 12 equipos                  | Championnat Fédéral Nationale 2 2 grupos de 12 equipos                  | Championnat Fédéral Nationale 2 2 grupos de 12 equipos                  | Championnat Fédéral Nationale 2 2 grupos de 12 equipos                  | Championnat Fédéral Nationale 2 2 grupos de 12 equipos                  | Championnat Fédéral Nationale 2 2 grupos de 12 equipos                  | Championnat Fédéral Nationale 2 2 grupos de 12 equipos                  | Championnat Fédéral Nationale 2 2 grupos de 12 equipos                  | Championnat Fédéral Nationale 2 2 grupos de 12 equipos                  |
| 5°    | 5°    | Fédérale 1 4 grupos de 10 equipos distribuidos por situación geográfica | Fédérale 1 4 grupos de 10 equipos distribuidos por situación geográfica | Fédérale 1 4 grupos de 10 equipos distribuidos por situación geográfica | Fédérale 1 4 grupos de 10 equipos distribuidos por situación geográfica | Fédérale 1 4 grupos de 10 equipos distribuidos por situación geográfica | Fédérale 1 4 grupos de 10 equipos distribuidos por situación geográfica | Fédérale 1 4 grupos de 10 equipos distribuidos por situación geográfica | Fédérale 1 4 grupos de 10 equipos distribuidos por situación geográfica | Fédérale 1 4 grupos de 10 equipos distribuidos por situación geográfica | Fédérale 1 4 grupos de 10 equipos distribuidos por situación geográfica | Fédérale 1 4 grupos de 10 equipos distribuidos por situación geográfica | Fédérale 1 4 grupos de 10 equipos distribuidos por situación geográfica | Fédérale 1 4 grupos de 10 equipos distribuidos por situación geográfica | Fédérale 1 4 grupos de 10 equipos distribuidos por situación geográfica | Fédérale 1 4 grupos de 10 equipos distribuidos por situación geográfica | Fédérale 1 4 grupos de 10 equipos distribuidos por situación geográfica | Fédérale 1 4 grupos de 10 equipos distribuidos por situación geográfica | Fédérale 1 4 grupos de 10 equipos distribuidos por situación geográfica |